# Assakener
Die Assakener (altgriechisch Ἀσσακηνοί Assakenoi; Latein: Aspageni; Sanskrit: Aśvaka) waren ein antikes  indisches Volk, das im Hochland des Swats westlich des Indus im heutigen Pakistan und Afghanistan siedelte. Es wurde von Alexander dem Großen im Winter 327/326 v. Chr. in schweren Kämpfen unterworfen.
Der Name des Volkes wird aus dem Sanskrit-Wort aśva (d. h. „Pferd“) abgeleitet. Die größte Stadt und stärkste Festung der Assakener war zur Zeit von Alexanders Indienfeldzug Massaga. Ferner besaßen die Assakener die Bergfesten Bazira, Ora, Aornos und in einem nördlicheren Bergtal westlich des Indus Dyrta. Sie konnten eine Armee in der Stärke von 38.000 Infanteristen, 20.000 Reitern und 30 Elefanten aufbieten. Die von ihnen besiedelte Landschaft wies üppige Vegetation, u. a. Weintrauben, auf. Die Bewohner der wohl beim heutigen Chitral im Gebiet der Kafiri gelegenen Stadt Nysa pflegten die Begräbnissitte, die Toten in Holzsärgen zu bestatten. Dieser Brauch erhielt sich bei den Kafiri bis in die heutige Zeit.

## Unterwerfung durch Alexander den Großen
Im Frühsommer 327 v. Chr. brach Alexander der Große von Baktra aus zu seinem Indienfeldzug auf und überschritt zunächst in zehn Tagen den Hindukusch in südlicher Richtung. Beim weiteren Vormarsch nach Osten teilte er seine Streitkräfte und unterstellte die eine Heeresgruppe dem Kommando seiner Feldherren Hephaistion und Perdikkas, die mit diesen Truppen den Kabul-Fluss abwärts bis zu dessen Einmündung in den Indus ziehen und dort eine Schiffsbrücke errichten sollten. Alexander selbst zog mit der restlichen Armee vom Kabul-Tal nordwärts zur Bekämpfung der kriegerischen Gebirgsstämme der Aspasier und Assakener in Kafiristan und Swat, um seine rückwärtige Verbindungslinie nach Indien zu sichern. Diese mit großer Härte geführte Militärexpedition dauerte etwa ein halbes Jahr.
Nach der Unterwerfung der Aspasier und der Durchschreitung des Gebiets der Guraier erreichte Alexanders Heer das Territorium der Assakener in der Swat-Region. Zunächst versuchte der Makedonenkönig die große Bergstadt Massaga zu erobern, deren Besatzung Unterstützung durch eine Gruppe indischer Söldner erhielt und die Festung einige Tage erfolgreich verteidigen konnte. Mehrere Sturmangriffe Alexanders scheiterten; er selbst wurde verwundet. Erst nach dem Tod des Oberbefehlshabers von Massaga (dieser war wohl der Stammesfürst Assakenos) durch einen Pfeilschuss kapitulierten die Verteidiger. Auch die indischen Söldner ergaben sich; da sie aber verdächtigt wurden, fliehen zu wollen, wurden sie niedergemetzelt. Kleophis, die Mutter des Assakenos, begab sich zu Alexander und wurde von ihm begnadigt. Nach der Vulgata-Tradition (siehe Alexanderhistoriker) habe sie ihre Herrschaft aufgrund ihrer von Alexander bewunderten Schönheit bzw. durch eine Liebesaffäre mit ihm bewahrt.
Anschließend wandte sich der Makedonenkönig gegen die Orte Bazira und Ora, deren Einwohner durch den indischen Dynasten Abisares militärische Unterstützung erhielten. Dennoch konnte Alexander beide Orte in schweren Kämpfen erstürmen. Die Stadt Nysa wurde verschont, da sie angeblich eine Gründung des Gottes Dionysos – gemeint ist vielleicht der indische Gott Shiva – war. Hier wurden große Trinkgelage veranstaltet. Auch durfte der Sprecher der Bürgerschaft, Akuphis, sein Amt behalten.
Als schwierigste Unternehmung erwies sich die Eroberung der als uneinnehmbar geltenden Bergfestung Aornos, die tausend Personen Platz bot und von Schluchten umgeben war. Der Sage nach konnte sie nicht einmal Herakles – möglicherweise eine griechische Gleichsetzung mit dem indischen Gott Krischna – erstürmen. Der ungarisch-britische Asienreisende Marc Aurel Stein besuchte 1926 das Gebiet um den Swat und schloss, dass sich der Aornos auf dem über 2000 m hohen Bergmassiv Pir-Sar („die Höhe des Heiligen“) westlich der Indusschleife bei Takot in der heutigen pakistanischen Provinz Khyber Pakhtunkhwa befand. Alexander besetzte zunächst die nahe gelegene Stadt Embolima und wies Krateros an, sie zu einem Stützpunkt auszubauen. An der Südseite des dem Pir-Sar vorgelagerten Una-Sar ließ er ein festes Lager schlagen und von dort aus unter enormen Mühen eine Rampe durch die sich anschließende, etwa 180 m tiefe und 450 m breite Schlucht errichten. Auf der Rampe wurden Belagerungsmaschinen aufgestellt und mit ihnen zahlreiche Geschosse abgeschleudert, welche die Bergfeste trafen. Auf diese Weise gelang schließlich die Einnahme des Aornos, dessen Besatzung sich nach sieben Tagen ergab. Alexander unterstellte die Festung dem Kommando des indischen Adligen Sisikottos. Danach zog Alexander mit seinem Heer weiter gegen die übrigen Assakener nach Dyrta, wo viele Elefanten erbeutet wurden. Die dortigen Bewohner waren in die Berge geflohen; der Makedonenkönig ließ aber etwa 100 Elefanten in seinen Tross eingliedern.  Damit konnte er den siegreichen Feldzug gegen die Assakener als beendet betrachten. In weiterer Folge gelangte er an den Indus und stieß flussabwärts ziehend wieder auf die Heeresgruppe des Hephaistion und Perdikkas.